# Nederland op de Olympische Zomerspelen 1976
Nederland nam deel aan de Olympische Zomerspelen 1976 in Montréal, Canada.

## Medailles
Nederland eindigde op de 29e plaats in het medailleklassement, met twee zilveren en drie bronzen medailles.
| Sport      | Olympiër        | Discipline               | Medaille |
| ---------- | --------------- | ------------------------ | -------- |
| Schieten   | Eric Swinkels   | skeet (m)                | Zilver   |
| Wielrennen | Herman Ponsteen | 4000 m achtervolging (m) | Zilver   |
| Waterpolo  | Olympisch team  | mannen                   | Brons    |
| Zwemmen    | Enith Brigitha  | 100 m vrij (v)           | Brons    |
| Zwemmen    | Enith Brigitha  | 200 m vrij (v)           | Brons    |

## Overzicht per sport
| Sport        | Deelnemers | Goud | Zilver | Brons | Totaal |
| ------------ | ---------- | ---- | ------ | ----- | ------ |
| Atletiek     | 5          |      |        |       | '      |
| Hockey       | 16         |      |        |       | '      |
| Kanovaren    | 2          |      |        |       | '      |
| Paardensport | 7          |      |        |       | '      |
| Roeien       | 24         |      |        |       | '      |
| Schietsport  | 2          |      | 1      |       | 1      |
| Turnen       | 6          |      |        |       | '      |
| Waterpolo    | 10         |      |        | 1     | 1      |
| Wielrennen   | 12         |      | 1      |       | 1      |
| Zeilen       | 9          |      |        |       | '      |
| Zwemmen      | 15         |      |        | 2     | 2      |
| Totaal       | 108        | 0    | 2      | 3     | 5      |

## Resultaten per onderdeel

### Atletiek
| Olympiër       | Discipline       | Resultaat | Prestatie |
| -------------- | ---------------- | --------- | --- |
| Evert Hoving   | 800m (m)         | serie     | serie 3: 1.48,99 (6e tijd) |
| Evert Hoving   | 1500m (m)        | serie     | serie 1:3.45,00 (5e tijd) |
| Jos Hermens    | 10.000m          | 10e       | serie 1: 28.16,07 (4e tijd) finale: 28.25,04 |
| Jos Hermens    | marathon (m)     | 25e       | 2:19.48 |
| Eltjo Schutter | tienkamp (m)     | -         | 763 punten, 100m 11,17 844 punten, verspringen 7,12m 582 punten, kogelstoten 11,74m 680 punten hoogspringen 1,80m - punten, 400m niet gefinisht                                                            |
|                |                  |           | |
| Ria Ahlers     | hoogspringen (v) | 12e       | kwalificatiegroep 1: 1,70 (1ste poging) 1,75 (1ste poging) 1,78 (1ste poging) 1,80 (1ste poging) finale: 1,75 (1ste poging) 1,78 (1ste poging) 1,81 (2de poging) 1,84 (1ste poging) 1,87 (3 keer ongeldig) |
| Ciska Janssen  | verspringen (v)  | 18e       | kwalificatiegroep 2: 6,10m, ongeldig, 6,02m |

### Gymnastiek
| Olympiër                                                                                         | Onderdeel   | Resultaat | Prestatie |
| ------------------------------------------------------------------------------------------------ | ----------- | --------- | --- |
| Monique Bolleboom                                                                                | individueel | 36e       | vloer: 18,30 punten sprong: 18,30 punten brug met ongelijke liggers: 18,70 punten balk: 17,80 punten Totaal kwalificatie: 73,10 punten vloer: 9,40 punten sprong: 9,20 punten brug met ongelijke liggers: 9,55 punten balk: 8,65 punten 50% kwalificatie: 36,55 punten Totaal finale: 73,35 punten |
| Carla Braan                                                                                      | individueel | 76e       | vloer: 18,10 punten sprong: 17,90 punten brug met ongelijke liggers: 18,25 punten balk: 17,35 punten Totaal kwalificatie: 71,60 punten |
| Ans Dekker                                                                                       | individueel | 63e       | vloer: 18,00 punten sprong: 18,30 punten brug met ongelijke liggers: 18,95 punten balk: 17,60 punten Totaal kwalificatie: 72,85 punten |
| Joke Kos                                                                                         | individueel | 63e       | vloer: 17,95 punten sprong: 18,40 punten brug met ongelijke liggers: 18,60 punten balk: 17,90 punten Totaal kwalificatie: 72,85 punten |
| Jeanette van Ravestijn                                                                           | individueel | 25e       | vloer: 18,50 punten sprong: 18,55 punten brug met ongelijke liggers: 19,10 punten balk: 18,05 punten Totaal kwalificatie: 74,20 punten vloer: 9,50 punten sprong: 9,45 punten brug met ongelijke liggers: 9,55 punten balk: 9,10 punten 50% kwalificatie: 37,10 punten Totaal finale: 74,70 punten |
| Ans van Gerwen                                                                                   | individueel | 22e       | vloer: 18,60 punten sprong: 18,55 punten brug met ongelijke liggers: 19,20 punten balk: 18,25 punten Totaal kwalificatie: 74,60 punten vloer: 9,45 punten sprong: 9,45 punten brug met ongelijke liggers: 9,70 punten balk: 9,20 punten 50% kwalificatie: 37,30 punten Totaal finale: 75,10 punten |
| Monique Bolleboom Carla Braan Ans Dekker Joke Kos Jeanette van Ravestijn Ans Smulders-van Gerwen | team        | 11e       | Totaal: 368 punten |

### Hockey
| Olympiër | Discipline | Resultaat | Prestatie |
| --- | ---------- | --------- | --- |
| Maarten Sikking André Bolhuis Tim Steens Geert van Eijk Theodoor Doyer Coen Kranenburg Rob Toft Wouter Leefers Hans Jorritsma Hans Kruize Jan Albers Paul Litjens Imbert Jebbink Ron Steens Bart Taminiau Wouter Kan | mannen     | 4e        | voorronde 3-1 Nederland - India 2-0 Nederland - Maleisië 2-1 Nederland - Australië 1-0 Nederland - Argentinië 3-1 Nederland - Canada HF 1-2 Nederland - Australië om brons 2-3 Nederland - Pakistan |

### Kanovaren
| Olympiër                    | Discipline   | Resultaat    | Prestatie                                      |
| --------------------------- | ------------ | ------------ | ---------------------------------------------- |
| Arend Bloem Lodewijk Jacobs | K-2 500m (m) | Halve finale | serie: 1.44,88 (3e tijd) HF: 1.43,63 (6e tijd) |

### Paardensport
| Olympiër                                               | Onderdeel                  | Resultaat | Prestatie                                      |
| ------------------------------------------------------ | -------------------------- | --------- | ---------------------------------------------- |
| Marjolijn Greeve op "Lucky Boy"                        | dressuur individueel       | 19e       | Kwalificatie: 1398 punten                      |
| Louky van Olphen-van Amstel op "Aleric"                | dressuur individueel       | 15e       | Kwalificatie: 1449 punten                      |
| Jo Rutten op "Banjo"                                   | dressuur individueel       | 9e        | Kwalificatie: 1533 punten Finale: 1189 punten  |
| Marjolijn Greeve Louky van Olphen-van Amstel Jo Rutten | dressuur team              | 7e        | 4380 punten                                    |
| Anton Ebben op "Jumbo Design"                          | springconcours individueel | 25e       | Ronde 1: 16 strafpunten                        |
| Rob Eras op "Iwan F"                                   | springconcours individueel | 30e       | Ronde 1: 20 strafpunten                        |
| Henk Nooren op "Jagermeester"                          | springconcours individueel | 13e       | Ronde 1: 8 strafpunten Ronde 2: 18 strafpunten |
| Anton Ebben Rob Eras Henk Nooren                       | springconcours team        | 12e       | 60 strafpunten                                 |

### Roeien
| Olympiër | Discipline      | Resultaat | Prestatie                                                                                        |
| --- | --------------- | --------- | ------------------------------------------------------------------------------------------------ |
| Willem Boeschoten Jan van der Horst | twee-zonder (m) | 10e       | serie: 6.59,99 (te tijd) herkansing: (1e tijd) HF: 6.36,84 (4e tijd) B-finale: 7.31,40 (4e tijd) |
| Adrie Klem Evert Kroes Gert Jan van Woudenberg Martin Baltus Jos Ruijs                                                                                                  | vier-met (m)    | 10e       | serie: 6.38,95 (1e tijd) HF: 6.18,61 (5e tijd) B-finale: 6.53,55 (4e tijd)                       |
| |                 |           |                                                                                                  |
| Ingrid Munneke-Dusseldorp | skiff (v)       | 5e        | serie: 3.49,29 (3e tijd) herkansing: 4.05,02 (2e tijd) finale: 4.18,71                           |
| Andrea Vissers Helie Klaasse | dubbeltwee (v)  | 7e        | serie: 3.31,17 (2e tijd) herkansing: 3.47,80 (3e tijd) B-finale 4.03,37 (1e tijd)                |
| Myriam van Rooyen-Steenman Liesbeth Vosmaer-de Bruin Hette Borrias Ans Gravesteijn Monique Pronk                                                                        | vier-met (v)    | 5e        | serie: 3.23,94 (2e tijd) herkansing: (1e tijd) finale: 3.54,36                                   |
| Karin Abma Joke Dierdorp Barbara de Jong Maria Kusters-ten Beitel Liesbeth Pascal-de Graaff Marleen van Rij Annette Schortinghuis-Poelenije Loes Schutte Evelien Koogje | acht (v)        | 8e        | serie: 3.06,78 (4e tijd) herkansing: (6e tijd) B-finale: 3.35,87 (2e tijd)                       |

### Schietsport
| Olympiër      | Discipline                      | Resultaat | Prestatie |
| ------------- | ------------------------------- | --------- | --- |
| Willy Hillen  | kleinkalibergeweer 50 m liggend | 64e       | ronde 1: 97 punten ronde 2: 97 punten ronde 3: 99 punten ronde 4: 97 punten ronde 5: 98 punten ronde 6: 93 punten totaal: 581 punten |
| Eric Swinkels | skeet                           | Zilver    | finale: 198 punten shoot off: 49 punten                                                                                              |

### Waterpolo
| Olympiër | Discipline | Resultaat | Prestatie |
| --- | ---------- | --------- | --- |
| Alex Boegschoten Ton Buunk Piet de Zwarte Andy Hoepelman Evert Kroon Nico Landeweerd Hans Smits Gijze Stroboer Rik Toonen Hans van Zeeland Jan Evert Veer | mannen     | Brons     | voorronde 5-3 Nederland - Mexico 3-2 Nederland - Sovjet-Unie 6-5 Nederland - Roemenië finale ronde 3-2 Nederland - Bondsrepubliek Duitsland 4-4 Nederland - Roemenië 3-5 Nederland - Hongarije 5-3 Nederland - Joegoslavië 3-3 Nederland - Italië |

### Wielersport
| Olympiër                                                        | Discipline               | Resultaat | Prestatie |
| --------------------------------------------------------------- | ------------------------ | --------- | --- |
| Sjaak Pieters                                                   | sprint (m)               | 14e       | serie: verloor van Richard Tormen Chili herkansing: versloeg Vlado Fumic Joegoslavië & Patrick Spencer Antigua en Barbuda 1/8F: verloor van Yoshika Cho Japan & Sergey Kravtsov Sovjet-Unie herkansing: verloor van Dieter Berkmann Bondsrepubliek Duitsland |
| Herman Ponsteen                                                 | achtervolging (m)        | Zilver    | kwalificatie: 4:49.51 (3e tijd) 1/8F: versloeg Yoichi Machishima Japan KF: versloeg Michal Klasa Tsjecho-Slowakije HF: versloeg Thomas Huschke DDR Finale: verloor van Gregor Braun Bondsrepubliek Duitsland                                                 |
| Gerrit Mohlmann Peter Nieuwenhuis Herman Ponsteen Gerrit Slot   | ploegenachtervolging (m) | 7e        | kwalificatie: 4.30,90 (8e tijd) KF: verloren van DDR |
|                                                                 |                          |           | |
| Arie Hassink                                                    | wegwedstrijd (m)         | 25e       | 4:49.01 |
| Leo van Vliet                                                   | wegwedstrijd (m)         | 40e       | 4:49.01 |
| Ad Tak                                                          | wegwedstrijd (m)         | 50e       | 5:00.19 |
| Frits Schür                                                     | wegwedstrijd (m)         | -         | niet gefinisht |
| Arie Hassink Adri van Houwelingen Fons van Katwijk Frits Pirard | 100 km tijdrit (m)       | 17e       | 2:18.46,0 |

### Zeilen
| Olympiër                                      | Onderdeel       | Resultaat | Prestatie |
| --------------------------------------------- | --------------- | --------- | --- |
| Joop van Werkhoven Robert van Werkhoven       | 470 Klasse      | 13e       | 16,0 punten (10e) 5,7 punten (3e) 14,0 punten (8e)) 13.0 punten (7e) 3,0 punten (2e) 5,7 punten (3e) 8,0 punten (4e) 49,4 punten        |
| Erik Vollebregt Sjoerd Vollebregt             | Flying Dutchman | 14e       | 28,0 punten (DSQ) 20,0 punten (14e) 5,7 punten (3e) 28,0 punten (DSQ) 13,0 punten (7e) 16,0 punten (10e) 15,0 punten (9e) 97,7 punten   |
| Ben Staartjes Ab Ekels                        | Tempest         | 8e        | 17,0 punten (11e) 13,0 punten (7e) 10,0 punten (5e) 13,0 punten (7e) 14,0 punten (8e) 11,7 punten (6e) 17,0 punten (11e) 78,7 punten    |
| Geert Bakker Pieter Keijzer Harald de Vlaming | Soling          | 5e        | 20,0 punten (14e) 10,0 punten (5e) 3,0 punten (2e) 30,0 punten (opgave) 0,0 punten (1e) 10,0 punten (5e) 1510,0 punten (9e) 78,0 punten |

### Zwemmen
| Olympiër                                                               | Discipline        | Resultaat | Prestatie                                                         |
| ---------------------------------------------------------------------- | ----------------- | --------- | ----------------------------------------------------------------- |
| René van der Kuil                                                      | 200m vrij (m)     | 23e       | serie: 1.55,59                                                    |
| René van der Kuil                                                      | 400m vrij (m)     | 21e       | serie: 4.03.14                                                    |
| André in het Veld                                                      | 200m vrij (m)     | 32e       | serie: 1.57,60                                                    |
| Henk Elzerman                                                          | 400m vrij (m)     | 16e       | serie: 4.02,16                                                    |
| Henk Elzerman                                                          | 1500m (m)         | 15e       | serie: 15.51,08                                                   |
| Karim Ressang                                                          | 200m rug (m)      | 26e       | serie: 2.11,25                                                    |
| Cees Vervoorn                                                          | 100m vlinder (m)  | 26e       | serie: 57,84                                                      |
| Ronald Woutering                                                       | 200m vlinder (m)  | 25e       | serie: 2.07,31                                                    |
| Ronald Woutering                                                       | 400m wissel (m)   | 26e       | serie: 4.46,76                                                    |
| Karim Ressang André in het Veld René van der Kuil Henk Elzerman        | 4×200m vrij (m)   | 6e        | serie: 7.42,54 finale: 7.42,56                                    |
|                                                                        |                   |           |                                                                   |
| Enith Brigitha                                                         | 100m vrij (v)     | Brons     | serie: 56,61 HF 57,08 finale: 5,65                                |
| Enith Brigitha                                                         | 200m vrij (v)     | Brons     | serie: 2.01,54 finale: 2.01,40                                    |
| Enith Brigitha                                                         | 100m rug (v)      | 9e        | serie: 1.04,98 HF: 1.05,21 finale: trok zich terug voor de finale |
| Berber Kamstra                                                         | 100m vrij (v)     | 30e       | serie: 1.00.68                                                    |
| Ineke Ran                                                              | 100m vrij (v)     | 14e       | serie: 58,08 HF: 58,50                                            |
| Ineke Ran                                                              | 200m vrij (v)     | 12e       | serie: 2.05,01                                                    |
| Ineke Ran                                                              | 100m vlinder (v)  | 24e       | serie: 1.05,63                                                    |
| Annelies Maas                                                          | 200m vrij (v)     | 4e        | serie: 2.03,01 finale: 2.02,56                                    |
| Annelies Maas                                                          | 400m vrij (v)     | 7e        | serie: 4.17,16 finale: 4.17,44                                    |
| Annelies Maas                                                          | 800m vrij (v)     | 13e       | serie: 8.57,38                                                    |
| Linda Faber                                                            | 400m vrij (v)     | 25e       | serie: 4.36,98                                                    |
| Diane Edelijn                                                          | 100m rug (v)      | 8e        | serie: 1.05.56 HF: 1.05,58 finale: 1.05,53                        |
| Diane Edelijn                                                          | 200m rug (v)      | 15e       | serie: 2.22,77                                                    |
| Maritzka van der Linden                                                | 100m school (v)   | 10e       | serie: 1.16,76                                                    |
| Wijda Mazereeuw                                                        | 100m school (v)   | 12e       | serie: 1.14,81 HF: 1.14,86                                        |
| Wijda Mazereeuw                                                        | 200m school (v)   | 10e       | serie: 2.39,59                                                    |
| José Damen                                                             | 100m vlinder (v)  | 25e       | serie: 1.06,09                                                    |
| José Damen                                                             | 200 vlinder (v)   | 20e       | serie: 2.21,73                                                    |
| Ineke Ran Linda Faber Annelies Maas Enith Brigitha                     | 4×100m vrij (v)   | 4e        | serie: 3.53,40 finale: 3.51,67                                    |
| Diane Edelijn Wijda Mazereeuw Ineke Ran * José Damen ** Enith Brigitha | 4×100m wissel (v) | 5e        | serie: 4.22,49 finale: 4.19,93                                    |

- * zwom alleen serie
- ** zwom alleen finale